# Neptun (Schiff, 1926)
Der kombinierte Kabelleger und Tanker Neptun stellte einen Schiffstyp dar, mit dem man sowohl Seekabel verlegen als auch Rohöl als Massengut transportieren konnte.

## Geschichte
Die Neptun als einziger Vertreter dieses Typs wurde am 26. Januar 1926 bei der Werft Blohm & Voss in Hamburg unter der Baunummer 472 vom Stapel gelassen und am 15. April desselben Jahres an das damit auch als Reederei tätig werdende Nordenhamer Unternehmen Norddeutsche Seekabelwerke AG übergeben. Es wurde außer zum Verlegen von Seekabel auch im Öltransport zwischen den Vereinigten Staaten und Europa betrieben. Der Grundgedanke war, entweder die für die Tankschifffahrt typische Ballastfahrt zum Ladehafen zu vermeiden oder bei einer mangelnden Nachfrage im Seekabelgeschäft als herkömmliches Tankschiff fungieren zu können. Es wurde bis auf Teile des Vor- und Achterschiffs im Isherwood-System konstruiert.
Während des Spanischen Bürgerkriegs wurde das Schiff von Dezember 1936 bis Mai 1938 als Versorgungstanker der Legion Condor in Spanien eingesetzt. Ab 4. September 1939 wurde es als Stützpunkttanker auf der Kriegsmarinewerft Wilhelmshaven eingesetzt, dann ab August 1940 als Kabelleger des OKW.
Nach dem Ende des Zweiten Weltkriegs wurde das Schiff als Reparationsleistung an Großbritannien übergeben. Die britischen Eigner verzichteten auf die Betriebsmöglichkeit als Kabelleger, ließen das Schiff zu einem herkömmlichen Tankschiff umbauen und stellten es 1947 unter dem neuen Namen Thule wieder in Dienst.
Nach weiteren dreizehn Dienstjahren wurde das Schiff an einen belgischen Abbrecher veräußert und traf im Januar 1961 zum Abbruch in Antwerpen ein.

## Laderaumanordnung
Das Schiff war in folgende Bereiche aufgeteilt:
- Mittschiffs durchgehende Kabellegeeinrichtungen mit vorne und achtern angeordneten Kabelrollenauslegern.
- Runde Kabeltanks mit mittschiffs angeordnetem Kabelführungskonus und offenem Zugang zum darunterliegenden Doppelboden. Diese konnten bei der Ölfahrt ebenfalls als Tanks genutzt werden.
- Seitenöltanks und oberhalb der Kabeltanks angeordnete Sommeröltanks.